# Фокин, Юрий Евгеньевич
Ю́рий Евге́ньевич Фо́кин  (2 сентября 1936, Горький — 9 апреля 2016, Москва) — советский и российский дипломат. Имел ранг чрезвычайного и полномочного посла. Занимал должности посла СССР и Российской Федерации в ряде европейских государств, в 2000—2006 годах — ректор Дипломатической академии МИД России.

## Биография
Родился 2 сентября 1936 года в г. Горьком. Окончил МГИМО МИД СССР в 1960 году. На дипломатической работе с 1960 года.
- В 1960—1961 годах — библиотекарь Постоянного представительства СССР при ООН в Нью-Йорке.
- В 1961—1965 годах — атташе Постоянного представительства СССР в Нью-Йорке.
- В 1965—1966 годах — третий секретарь Отдела международных организаций МИД СССР.
- В 1966—1971 годах — третий, второй, первый секретарь, Секретариата министра иностранных дел СССР.
- В 1971—1973 годах — помощник министра иностранных дел СССР.
- В 1973—1976 годах — старший советник Управления по планированию внешне-политических мероприятий МИД СССР.
- В 1976—1979 годах — заместитель постоянного представителя СССР при ООН в Нью-Йорке.
- В 1979—1980 годах — заместитель генерального секретаря МИД СССР.
- В 1980—1986 годах — генеральный секретарь МИД СССР.
- С 31 июля 1986 по 2 октября 1990 года — чрезвычайный и полномочный посол в Республике Кипр.
- В 1990—1995 годах — начальник Второго Европейского управления (с 1994 года — директор Второго Европейского Департамента) МИД СССР/России.
- С 4 января 1995 по 20 января 1997 года — чрезвычайный и полномочный посол России в Норвегии.
- С 6 июня 1997 по 20 января 2000 годах — чрезвычайный и полномочный посол России в Великобритании.
- В 2000—2006 годах — ректор Дипломатической академии МИД России[2].

С 2006 года — советник ректора Дипломатической академии МИД России.

## Награды и признание
Почётный профессор Дипломатической академии МИД России. Почётный доктор Международного Шиллеровского Университета (Лондон), Российского экономического университета имени Г. В. Плеханова, Московского государственного социального университета, Поморского Государственного Университета (г. Архангельск) и Нижегородского государственного университета имени Н. И. Лобачевского.
Награждён орденом Трудового Красного Знамени, орденом Дружбы народов и орденом «Знак Почёта», многими медалями, благодарностью президента Российской Федерации, а также тремя иностранными орденами (Норвегия, Австрия, Монголия), а также Орденом Русской Православной Церкви Сергия Радонежского II степени. В 2005 году награждён Почётной грамотой Правительства Российской Федерации, в 2006 году — нагрудным знаком МИД России «За вклад в международное Сотрудничество».
Почётный работник Министерства иностранных дел Российской Федерации.